# Баницький кар'єр кварцитів
Ба́ницький кар'є́р кварци́тів або Глухівський кар'єр кварцитів  — кар'єр, в якому ведеться розробка Баницького родовища високочистих кварцитних пісковиків відкритим способом. 
Належав російському олігарху Олегу Дерипасці. 

## Опис
Баницьке родовище — єдине на території європейської частини пострадянського простору, на якому видобувають кварцити із вмістом двоокису кремнію вище 99 %. Площа кар'єру становить приблизно 20 га, виробнича потужність — 80–100 тис. т/рік кварциту кускової фракції 20–90 мм. Розташований в селі Баничі Шосткинського району Сумської області.

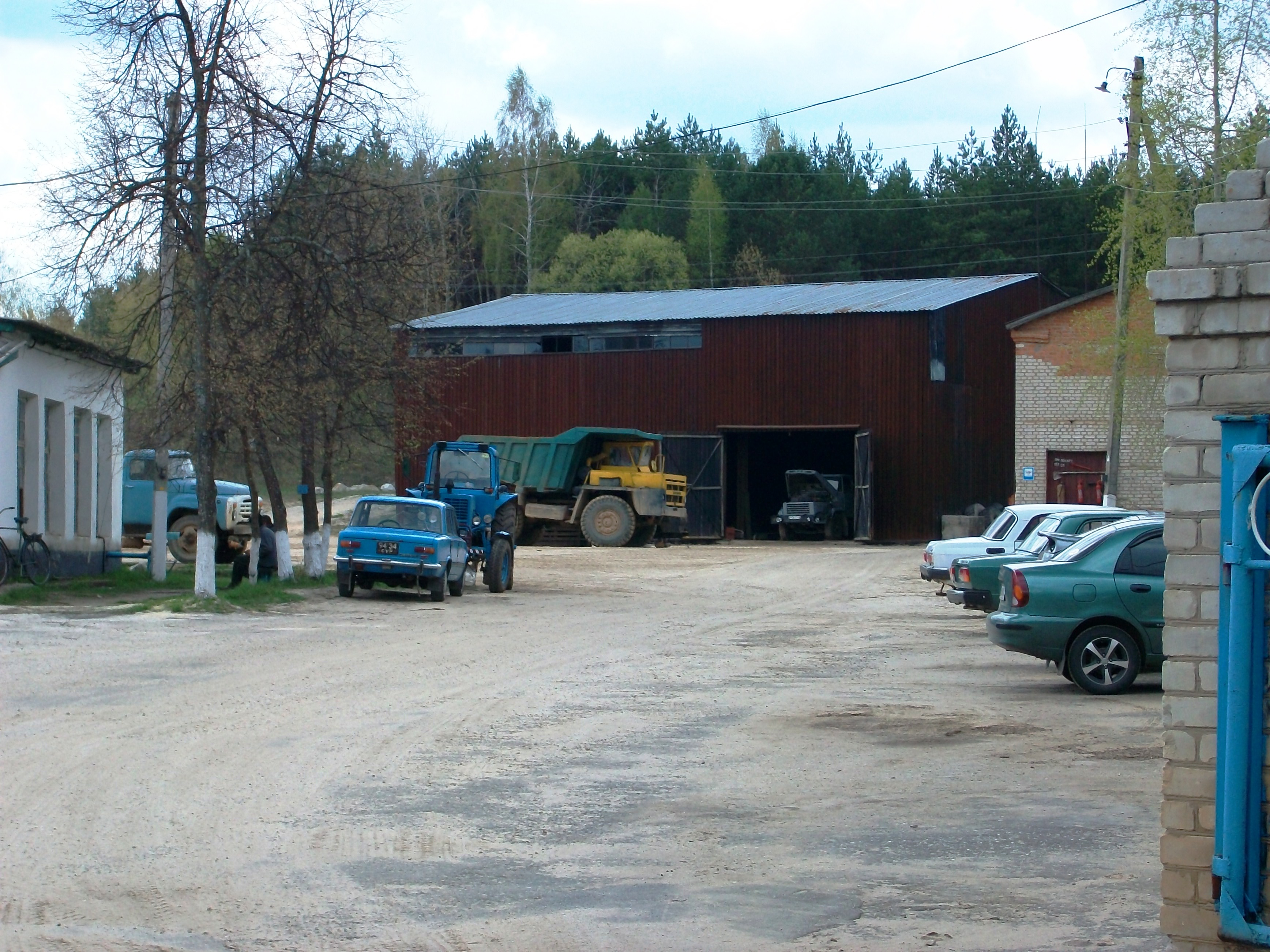
В'їзд до кар'єру

Розробка Баницького родовища почалася 1890 року, коли місцевий житель Свирид Старченко продав своє поле мацківцю Миколі Гавриленко. З 1926 року — функціонує як промислове підприємство.
Кар'єр поставляв продукцію Запорізькому виробничому алюмінієвому комбінату та Новолипецькому металургійному комбінату для виробництва високосортного кристалічного кремнію та високоякісних феросплавів, нині обслуговує Сумське машинобудівне науково-виробниче об'єднання — для виробництва вогнетривів. Також завод поставляє будівельний щебінь, побутовий камінь і відсів для будівництва.
Влітку 2023 року ДБР викрило десятки компаній з російськими власниками, діяльність яких підпадала під п. 11 ч. 1 ст. 4 закону «Про санкції». Серед їхніх бенефіціарів були російські олігархи. Зокрема ТОВ «Глухівський кар’єр кварцитів» та ТОВ «Миколаївський глиноземний завод» (орієнтовною вартістю 10 млрд грн) належали російському олігархові Олегу Дерипасці. ВАКС за матеріалами ДБР запровадив санкції проти цих компаній та власників. У власність України націоналізовано активи російських олігархів, включно з кар’єром.